# هاري هايند
هاري هايند هو مخترع ومهندس وسياسي أمريكي، ولد في 17 سبتمبر 1865 في ماونت كرمل في الولايات المتحدة، وتوفي في 21 سبتمبر 1942 في ريفرسايد في الولايات المتحدة. نشط حزبياً في الحزب الجمهوري. وقد انتخب عضو مجلس نواب ولاية ميزوري ‏.